# Schlacht von Oosterweel
Westeuropa

Oosterweel – Dahlen – Heiligerlee – Jemgum – Jodoigne – Le Quesnoy – Brielle – Mons – Goes – 1. Mechelen – Naarden – Middelburg – Haarlem – Alkmaar – Geertruidenberg – Leiden – Delft – Valkenburg – Mooker Heide – Schoonhoven – Zierikzee – 1. Antwerpen – Gembloux – Rijmenam – 1. Deventer – Borgerhout – 1. Maastricht – 2. Mechelen – 1. Steenwijk – Kollum – 1. Breda – Noordhorn – Niezijl – Lochem – Lier – Eindhoven – Steenbergen – Ghent – Aalst – 2. Antwerpen – IJsseloord – Empel – Boksum – 1. Grave – 1. Venlo – Axel – Neuss – 1. Rheinberg – Zutphen – 1. Sluis – 1. Bergen-op-Zoom – 2. Geertruidenberg – 2. Breda – 2. Zutphen – 2. Deventer – Delfzijl – Knodsenburg – 1. Hulst – Nijmegen – Rouen – Caudebec – 2. Steenwijk – 1. Coevorden – 3. Geertruidenberg – 2. Coevorden – Groningen – Huy – 1. Groenlo – Lippe – Calais – 2. Hulst – Turnhout – 2. Rheinberg – 1. Moers – 2. Groenlo – Bredevoort – Enschede – Ootmarsum – 1. Oldenzaal – 1. Lingen – 1. Schenckenschans – Zaltbommel – Rees – San Andreas – Nieuwpoort – 3. Rheinberg – Ostende – 1. 's-Hertogenbosch – 2. Grave – Hoogstraten – 3. Sluis
Zwölfjähriger Friede

2. Lingen – 3. Groenlo – Aachen – Jülich – 2. Bergen op Zoom – Fleurus – 3. Breda – 2. Oldenzaal – 4. Groenlo – 2. 's-Hertogenbosch – Slaak – 2. Maastricht – Leuven – 2. Schenkenschans – 4. Breda – 2. Venlo – Kallo – 3. Hulst
Europäische Gewässer

Vlissingen – Borsele – Haarlemmermeer – Zuiderzee – Schelde – Lillo – Ponta Delgada – Bayona Islands – Golf von Almería – 1. Cadiz – Azoren – Straße von Dover – 2. Sluis – 1. Kap St. Vincent – 1. Gibraltar – 2. Gibraltar – 2. Cadiz – Lizard Point – Dünkirchen – Calais – Downs – 2. Kap St. Vincent – 2. St. Martin
Amerika

Bahia – Matanzas – St. Martin – San Juan – Abrolhos – Pernambuco – Südchile
Ostindien

Playa Honda – 1. San Salvador – 2. San Salvador – La Naval de Manila – Puerto de Cavite
Die Schlacht von Oosterweel fand am 13. März 1567 statt und wird traditionell als Beginn des Achtzigjährigen Kriegs angesehen.

## Vorgeschichte
Dem Ereignis war eine missglückte Übernahme der Insel Walcheren vorausgegangen, die Johann von Marnix, Herr von Toulouse und der Bruder des Philips van Marnix, eines engen vertrauten Freunde des Prinzen Wilhelm von Oranien anvertraut worden war. Dieser hatte eine heimliche Absprache mit Pieter Haeck, dem Amtmann von Middelburg getroffen, dass ihm dieser ermöglichen sollte, eine Besatzungstruppe nach Middelburg und Vlissingen einzuschleusen. Im Gefolge von Marnix befand sich auch ein Edelmann namens van der Aa, der in Antwerpen Kriegsvolk für Ausführung des Anschlages rekrutiert hatte. Da dies jedoch nicht in aller Heimlichkeit gelang, erfuhr die Stadtobrigkeit davon und der Prinz ließ verkünden, dass alle Fremden und Soldaten, die sich nicht im Staatsdienst befanden, sofort die Stadt verlassen sollten. Dadurch verstärkte er die Truppen von Marnix, da die angeworbenen Söldner am 2. März auf drei Schiffen die Stadt verließen. Sie sammelten sich anschließend bei der Festung von Dambrugge. Die Nachricht von diesen Vorkommnissen hatte die Oberstatthalterin Margarethe von Parma erreicht, die sich nun um Walcheren sorgte und unter der Führung des Anton von Burgund, Herr von Wakkene, 200 Mann zur Verstärkung von Seeburg oder Rammekens entsandte. Der Prinz von Oranien erlaubte es jedoch nur 50 Mann in die Festung einzulassen.
Marnix war indessen von Dambrugge vertrieben worden und fuhr mit drei Schiffen, die Haeck befehligte, die Schelde hinunter bis nach Rammekens. Ein kurz zuvor hier eingetroffenes Marktschiff hatte Gerüchte über einen bevorstehenden Überfall nach Vlissingen gebracht, so dass die Schiffe nicht in den Hafen hinein gelassen wurden. Sie fuhren daher weiter bis vor Arnemuiden, wo sie ebenfalls nicht bleiben durften. Die Schiffe fuhren daraufhin zurück nach Oosterweel, einem Dorf etwas nördlich von Antwerpen, um die Truppen an Land zu bringen. Hier schlugen sie am 4. März ein Lager auf, in dem sie einige Zeit ausharrten, um abzuwarten, ob es Marnix gelingen würde, Teile der Bevölkerung von Antwerpen auf seine Seite zu ziehen. Der Rat der Stadt war darüber so erbost, dass er vorschlug, die Truppen durch die Stadtsoldaten angreifen zu lassen. Dies lehnten der Prinz von Oranien und der Graf von Hoogstraten jedoch ab, weil sie einen Aufruhr befürchteten, wenn die Soldaten die Stadt nicht mehr schützten.

## Verlauf der Schlacht
Die Oberstatthalterin entsandte nun ihrerseits Philipp von Lannoy, Herr von Beauvoir, den Kapitän ihrer Leibgarde mit vierhundert Mann der wallonischen Veteranen, die ihm Lamoral von Egmond zur Verfügung stellte, nach Oosterweel, um die dort lagernden Rebellen anzugreifen. Am Morgen des 13. März 1567 rückten sie aus Brüssel Richtung Norden kommend vor. Für die schlachterprobten Veteranen war es ein Leichtes, die Verteidigungslinien zu durchbrechen und in weniger als einer Stunde die Rebellen vernichtend zu schlagen, da diese nicht auf einen Angriff vorbereitet waren. Als sie die Angreifer herannahen sahen, dachten sie vielmehr, dies seien die lange ersehnten deutschen Krieger, mit denen Ludwig von Nassau ihnen zur Verstärkung käme. Sie tanzten und sprangen in ausgelassenem Jubel in der Erwartung, dass sie nun ihre Ziele schnell erreichen würden. Lannoy hatte bewusst die Truppen angewiesen ihren Feldzeichen zu verbergen, erst als sie nahe am Feind waren, zeigten sie ihre Banner. Es wurde kein Pardon gegeben und wer nicht durch das Schwert fiel, wurde ins Wasser gedrängt oder in den Häusern und Scheunen verbrannt, in denen viele Zuflucht gesucht hatten. Ihr Anführer Marnix soll dabei in einer der Scheunen umgekommen sein. Bereits am 12. März hatte der Prinz die Tore verschließen und die Brücken, die nach Oosterweel führten, abbrechen lassen. Da sich die Schlacht in Sichtweite von Antwerpen zutrug, sammelten sich dort die Calvinisten der Stadt und wollten zum roten Tore herausstürmen, um ihren Glaubensgenossen zu Hilfe zu kommen. Wilhelm von Oranien, Burggraaf von Antwerpen, und der Graf von Hoogstraten hinderten sie unter großen Mühen und Einsatz ihres Lebens daran. Darauf musste sich der Prinz anhören, er sei ein Verräter, der die Schuld am Morden vor den Toren der Stadt trage. Am 14. März wurde mit den Aufrührern ein Abkommen geschlossen, das den Bürgern Antwerpens die Bewachung der Stadt zusicherte. Drei Tage lang zogen tausende der aufgebrachten Calvinisten durch die Stadt und forderten die Lutheraner auf, sich mit ihnen zu vereinigen. Doch diese weigerten sich und es kehrte endlich wieder Ruhe ein.